# フランキー・マニング
フランキー・マニング（Frankie Manning, 1914年5月26日 - 2009年4月27日）は、アメリカ合衆国のダンサー、インストラクター、振付師。 マニングは、リンディホップの創始者の1人と見なされる。

## 生涯

### 生い立ち
マニングは1914年にフロリダ州ジャクソンビルで生まれる。ダンサーだった母親は夫と別れた後、3歳のマニングを連れてハーレムに移り住んだ。マニングは幼少時からダンスを始める。母親は彼を夏休みを過ごすために父親と共にサウスカロライナ州エイキンにある祖母と叔母の農場に送り、そこでダンスに関する大きな影響を受けることとなる。土曜日になると農場の労働者と地元の住民は、音楽を演奏するためにハーモニカと洗濯桶を持って農場の入口に集まってきた。そして、祖母は内気なフランキーにヤードで出て他の人たちと踊るよう励ました。ひとたびダンスの輪の中に入ると、フランキーは本当にダンスの雰囲気をつかみ始めた。そして、彼は踊りを止めようとはしなかった。ニューヨークに戻ると母親がハロウィンのダンスのためにダンス会場を飾り付けるのを手伝うように彼を誘い、その日の夜9時から行われるダンスパーティーに連れて行くことを約束した。その後彼は1927年からルネッサンス・ボールルームでダンスを始めるようになった。彼は母親がフォックストロットやワルツのような正式なダンス場のスタイルで踊っているのをバルコニーから見て驚いた。それまで彼が見た母親のダンスは、近所のハウスパーティーでのよりゆるくてカジュアルなスタイルだけであった。彼はその日の夜遅く母親と踊り、その後母は「フランキー、あなたは決してダンサーにはなれない。なぜならあなたは固すぎるから。」と話した。フランキーは本当に母親を愛しており、彼女を喜ばせたかった。これが彼がダンスを学びたかった理由であった。彼は寝室のビクトローラでレコードを聴き、ほうきや椅子を使って「柔らかく」なろうとダンスを練習した。成長すると彼はより上手なダンサーが集まるサヴォイ・ボールルームに通うようになる。サヴォイはニューヨークの唯一の総合ダンス場でもあった。彼は30年代、サヴォイに頻繁に通い、最終的にはエリートと名門出のダンサーが踊ることができる「カートのコーナー」（即席の競技会が行われたダンスフロアの角）のダンサーとなった。

## 出演作品
- 『マルクス一番乗り』 (1937)
- Radio City Revels (1938)
- Keep Punching (1939)
- Hellzapoppin' (1941)
- Hot Chocolates (1941)
- Jittering Jitterbugs (1943)
- Killer Diller (1948)
- 『マルコムX』 (1992) - 振り付け
- Stompin' at the Savoy (1992) - 振り付け
- Jazz: A Film by Ken Burns (2000)
- Frankie Manning: Never Stop Swinging (2009)[2]

## 受賞歴
マニングは、2000年、国立芸術基金(NEA)の人間国宝に相当するナショナル・ヘリテージ・フェローシップを受賞した。

## 参照
1. ↑  Monaghan, Terry (2009年4月28日). “Frankie Manning, the Ambassador and Master of Lindy Hop, Dies at 94”. The New York Times 2009年4月28日閲覧。
2. ↑  Frankie Manning: Never Stop Swinging (2009). Archived 2009年5月24日, at the Wayback Machine.
3. ↑  “Frankie Manning Lindy Hop Dancer/Choreographer/Teacher”.   National Endowment for the Arts. 2025年6月10日閲覧。